# فكر صحي
الفكر الصحي (بالإنجليزية: Healthism)‏ ويطلق عليه في بعض الأحيان الصحية العامة، هو تعبيرٌ مستحدث لوصف مجموعة متنوعة من التراكيب الأيديولوجية المتعلقة بالصحة والطب. وفي الغالب، تم استخدام مصطلح «الفكر الصحي» لأول مرة من قبل خبير الاقتصاد السياسي روبرت كراوفورد (Robert Crawford)، التي نُشرت مقالته «الفكر الصحي وطب الحياة اليومية» (Healthism and the medicalization of everyday life) في عام 1980. ويصف كراوفورد في مقالته كيف أن الأيديولجية السياسية الجديدة، والتي ظهرت في الولايات المتحدة خلال السبعينيات من القرن الماضي، «[قد حددت] مشكلة الصحة والمرض على مستوى الفرد.» وقد عُرف هذا المصطلح كذلك عندما استُخدم في كتاب وفاة الطب الإنساني وصعود الفكر الصحي القسري (The Death of Humane Medicine and the Rise of Coercive Healthism) عام 1994 بقلم بيتر سكرابنيك (Petr Skrabanek). وقد كان استخدام سكرابنيك لمصطلح «الفكر الصحي»، كغيره من معظم الاستخدامات اللاحقة، بغرض الازدراء. إلا أنه في القرن الحادي والعشرين بدأت إحدى الحركات المتنامية أيضًا في اعتبار الفكر الصحي ظاهرة تمكينٍ إيجابية وليست قسرية بطبيعتها. ويتمثل ذلك في الاستيعاب الشعبي للطب الوقائي واليوجا والتأمل وأنظمة اللياقة البدنية والأنظمة الغذائية، والتشديد على تغيير نمط الحياة السائد في المجتمع الغربي.

## سكرابنيك: تهديد الفاشية الصحية
وفقًا لسكرابنيك، يبدأ «الفكر الصحي» عندما تبدأ الحكومة في استخدام الدعاية والقسر لإرساء القواعد الصحية؛ ومن ثم محاولة فرض قواعد «نمط الحياة الصحية.» ويتم تقييم كل الأنشطة البشرية تبعًا لآثارها الحقيقية أو المتخيلة على الصحة: تُقسم جميع الأنشطة البشرية إلى «صحية» و«غير صحية»، أو إلى أنشطة مقررة ومحظورة؛ مقبولة وغير مقبولة؛ مسؤولة وغير مسؤولة، بناءً على هذا المقياس. فمن وجهة نظر سكرابنيك، يتماشى «الفكر الصحي» يدًا بيد مع ما يُطلق عليه «فكر أسلوب الحياة»، وهو تعبير آخر مستحدث يستخدمة سكرابنيك لوصف وجهة النظر أن معظم الأمراض هي نتيجة لعادات أو سلوكيات غير صحية. ويشير سكرابنيك أنه في حين أن «فكر أسلوب الحياة» يقوم ظاهريًا على أساس الرياضيات والإحصائيات، إلا أنه مشبع بنكهة أخلاقية قوية. ويستشهد سكرابنيك بعالِم علم الأوبئة ببريطانيا، جيفري روز (Geoffrey Rose)، الذي يعتقد أن معظم الناس يعيشون بشكلٍ «غير صحي» ومن ثم يمكن اعتبارهم «السكان المرضى». إلا أن مثل هذه الرسالة (طبقًا لسكرابنيك) ستنتهى بالرفض الحتمي لنظرية أسلوب الحياة؛ ومن ثم ينبغي إعادة صياغتها بحيث تكون مقبولة اجتماعيًا وسياسيًا، فنقلاً عن روز (Rose): يجب إعادة تعليم المجتمع «المريض» لتغيير «تصوره لما هو طبيعي ومقبول».
وفي النهاية، يرى سكرابنيك أن «الفكر الصحي» يؤدي إلى، أو هو أحد الأعراض الأولية، للشمولية. ويدعي سكرابنيك أن الفكر الصحي يبرر العنصرية، والتفرقة، والتحكم في النسل، فبالنسبة إلى المفكر الصحي، كل ما هو «صحي» أخلاقي، ووطني، ونقي، في حين أن كل ما هو «غير صحي» غريب، وملوث، وغير نقي. وتوضح نظرية «فكر أسلوب الحياة» أن الإجراءات التي تتخذها الدولة لوصف ما هو صحي أو منع ما هو غير صحي تكون بلا نطاقٍ محدد، ولا تترك أي مجالٍ للخصوصية.

## نيكولاس روز (Nikolas Rose): وجهة نظر فوكلوديانية (Foucauldian View)
تلا نظرية سكرابنيك وصف نيكولاس روز «للفكر الصحي» على أنه مبدأ يربط بين «الأهداف العامة للمحافظة على الصحة الجيدة والنظام العام للجسد الاجتماعي، وبين رغبة الأفراد في التمتع بالصحة والسعادة». وبينما تُستخدم نسخة سكرابنيك كأساس لانتقاد تدخل الدولة لإكراه الناس لاتباع أساليب حياة صحية، يرى روز أن المجتمع الرأسمالي يعتبر الإكراه غير ضروري. وبما أن الناس يريدون أن يكونوا «أصحاء»، فاستخدام الدعاية وغيرها من وسائل الإقناع الرأسمالية تقود الناس إلى استيعاب رسالة الفكر الصحي بدون تدخل الدولة. ويمثل فكر روز الصحي نظرية «تحميل المسؤولية»: وهنا لا يقع عبء التمتع بصحةٍ جيدة على كاهل الحكومة، وإنما يتكبده الأفراد وحينها يمكن إلقاء اللوم عليهم إذا مرضوا. وبذلك يمثل رأي روز امتدادًا لنظرية ميشيل فوكو (Michel Foucault) «الحوكمة».